# 1720
| 1720               |
| ------------------ |
| Dødsfald - Fødsler |
| • Begivenheder     |

| Gregoriansk kalender | 1720 MDCCXX             |
| Ab urbe condita      | 2473                    |
| Armensk kalender     | 1169 ԹՎ ՌՃԿԹ            |
| Kinesiske kalender   | 4416 – 4417 己亥 – 庚子 |
| Etiopisk kalender    | 1712 – 1713             |
| Jødisk kalender      | 5480 – 5481             |
| Hindukalendere       |                         |
| - Vikram Samvat      | 1775 – 1776             |
| - Shaka Samvat       | 1642 – 1643             |
| - Kali Yuga          | 4821 – 4822             |
| Iransk kalender      | 1098 – 1099             |
| Islamisk kalender    | 1132 – 1133             |

Konge i Danmark: Frederik 4. 1699-1730 – Danmark i krig: Den store nordiske krig 1700-1721
Se også 1720 (tal)

## Begivenheder
- 14. juli – Fred bliver sluttet mellem Danmark og Sverige på Frederiksborg slot efter Den store nordiske krig, se Freden i Frederiksborg.
- Sverige bryder selvstyre-aftalerne med Danmark og med den skånske landdag for Skånelandene, og ophæver ensidigt det skånske generalguvernement, som var indført i 1658.

## Født
- 11. maj - Baron von Münchhausen, tysk baron (død 1797).

## Dødsfald
- 12. november – Peter Wessel, også kendt som Tordenskjold (født 1690).